# Fabian Schönheim
Fabian Schönheim (Kirn, 14 febbraio 1987) è un ex calciatore tedesco, di ruolo difensore.